# Groß Schönwalde
Groß Schönwalde ist ein Stadtteil im Ortsteil Schönwalde II und Groß Schönwalde der Universitäts- und Hansestadt Greifswald. Er befindet sich im Südosten des Stadtgebiets an der Bundesstraße 109. Groß Schönwalde hat 749 Einwohner und eine Fläche von etwa 580 Hektar. Zum Stadtteil gehört die ehemals eigenständige Ortschaft Koitenhagen. Im Gebiet von Groß Schönwalde befindet sich der Kernfusions-Forschungsreaktor Wendelstein 7-X sowie das Wasserwerk Groß Schönwalde, das von einem Trinkwasserschutzgebiet umgeben ist.

## Geschichte
1280 wurde das Dorf als Schonenuualde urkundlich erstmals als Besitz des Klosters Eldena erwähnt. Südlich des Dorfes unterhielt das Kloster einen einzelnen Hof, dessen Einkünfte für die Beherbergung mittelloser Reisender im Kloster verwendet wurden. 
1298 wurde bei Schönwalde der Ort „Abtswalde“ als Abbatiswalde urkundlich genannt. Ob das der oben erwähnte einzelne Hof oder aber die Grundlage von Koitenhagen war, ist nicht mehr zu klären.
Ein großer Teil des Dorfes war während des 14. und 15. Jahrhunderts im Besitz der Greifswalder Familie Schupplenberg.
Nach der Säkularisation des Klosters 1535 gehörte Groß Schönwalde zum herzoglichen Amt Eldena. 1634 gelangte es durch Schenkung in den Besitz der Universität Greifswald, die eine Neugliederung des Gebietes durchführte. Mehrere Höfe wurden in der Zeit von 1727 bis 1730 zu einem Gutsbetrieb (Ackerwerk) zusammengelegt, der später als Klein Schönwalde bezeichnet wurde.
Bei weiteren Gebietsveränderungen wurden die Bauernhöfe zusammengelegt. Es entstanden zwei große Höfe, die auch nach 1945 der Universität als Versuchsgut gehörten. Auf der Flur des Gutes wurden ab 1969 die städtischen Neubaugebiete Schönwalde I und ab 1974 Schönwalde II errichtet. 1974 erfolgte die Eingemeindung nach Greifswald.